# 狐尾马先蒿
狐尾马先蒿（学名：Pedicularis alopecuros）为列当科马先蒿属的植物，是中国的特有植物。分布在中国大陆的云南、四川等地，生长于海拔2,300米至4,000米的地区，多生在高山草原上。

## 异名
- Pedicularis alopecuros Franch. ex Maxim. var. lasiandra Tsoong